# NGC 86
NGC 86 je galaksija u zviježđu Andromeda.

## Vanjske poveznice
- SEDS: NGC 0086